# DeKalb megye (Georgia)
DeKalb megye az USA Georgia államának egyik megyéje. Székhelye Decatur. DeKalb megye Gwinnett, Clayton, Rockdale, Henry és Fulton megyékkel határos.

## Földrajz
A megye Georgia északnyugati részén fekszik, területe 702 km², ebből 7 km² víz. A következő megyék határolják (óramutató járásával megegyező irányban): Gwinnett megye, Rockdale megye, Henry megye, Clayton County und Fulton megye.

## Története
A megyét 1822. december 9-én alapították Henry, Gwinnett és Fayette megyéből 56.-ként az államban. Nevét Johann de Kalbról kapta, aki egy hadvezér volt az amerikai függetlenségi háború idején.

## Népesség
A 2000. évi népszámlálás szerint 665 865  ember él a megyében. Ebből  249 339  háztartásban, 156 584 pedig családban. A népsűrűség 959 fő/km². Etnikailag 35,82% fehér, 54,23% afroamerikai, 4,01% ázsiai, 0,23% amerikai bennszülött, 0,05% csendes-óceáni szigetekről való és 3,53% más etnikai csoportból származik; 2,12% 2 vagy több etnikum keveredéséből, ill. a teljes népesség kb. 7,89%-a spanyol ajkú vagy latin-amerikai.
249 339 háztartás 31%-ában van gyerek (18 év alatti). Az emberek 40,1% házas vagy élettárs, 17,6% egyedülálló anya és 37,2%-nak nincs családja. 26,9% egyedül él, ebből 5,2% idősebb, mint 65. Az átlag családméret 3,20 fő.
A népesség 24,6%-a 18 év alatti; 10,9%-a 18 és 24 év közötti; 36,7%-a 25 és 44 év közötti; 19,7%-a 45 és 64 év közötti és 8,0%-a 65 éves, vagy annál idősebb. Az átlagéletkor 32 év. 100 nőre 94,1 férfi jut; és 100, 18 évnél idősebb nőre 90,8 18 évnél idősebb férfi jut.
Az egy háztartásra jutó átlag bevétel 49 117 dollár, az egy családra jutó 54 018  dollár. A férfiakra 36 270, a nőkre 31 653 jut. Az egy főre jutó bevétel 23 968 dollár. A családok 7,8%-a, a lakosság 10,8%-a él a szegénységi küszöb alatt.

## Települések DeKalb megyében
| - Atlanta (nagyobb része Fulton megyében) - Avondale Estates - Belmont - Belvedere Park - Bermuda - Cedar Grove - Chamblee - Clarkston - Collinsville - Constitution - Decatur - Doraville - Druid Hills - Dunwoody - East Atlanta - East Lake - Eastland Heights - Edgewood - Ellenwood - Embry Hills - Glen Haven - Glenwood Hills - Gresham Park | - Kirkwood - Klondike - La Vista - Lithonia - Montreal - North Atlanta - North Decatur - North Druid Hills - North Kirkwood - Northwoods - Oak Grove - Oakhurst - Panola - Panthersville - Pine Lake - Pittsburg - Panthersville - Rehoboth - Scottdale - Snapfinger - South Kirkwood - Stone Mountain - Tucker |

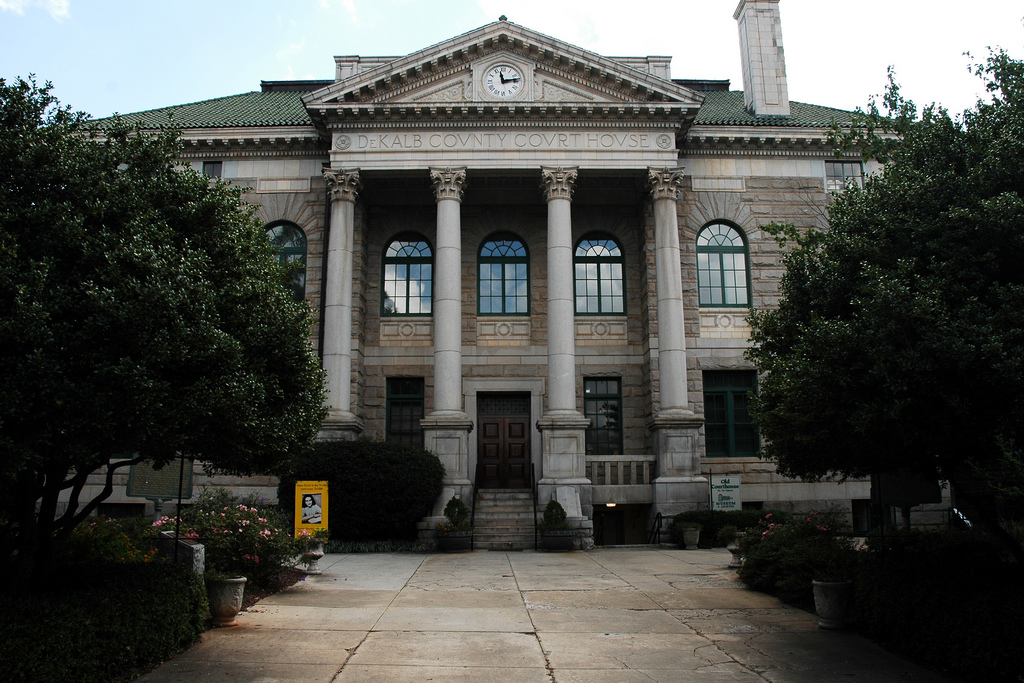
DeKalb County Courthouse Decaturban

## Fordítás
Ez a szócikk részben vagy egészben  a   DeKalb County (Georgia) című német Wikipédia-szócikk fordításán alapul.  Az eredeti cikk szerkesztőit annak laptörténete sorolja fel. Ez a jelzés csupán a megfogalmazás eredetét és a szerzői jogokat jelzi, nem szolgál a cikkben szereplő információk forrásmegjelöléseként.